# Jazz Optimisten Berlin
Jazz Optimisten Berlin war eine der ersten Dixielandbands in der DDR. Die Amateurband hatte maßgeblich Anteil an der Verbreitung des Dixieland und begründete mit ihrem Erfolg den später einsetzenden Dixieland-Revival in der DDR.

## Bandgeschichte
Die Band wurde 1958 als Blue Music Brothers gegründet und Ende 1959 in Jazz Optimisten Berlin umbenannt.
Zu den Gründungsmitgliedern gehörten der Trompeter Meinhard Lüning (1940–2022) als musikalischer Leiter der Band, Hartmut Behrsing, Konrad Körner, Walter Bartel, Hans Schätzke und Hans Lemke.
Im Februar 1960 spielte die Band auf der Faschingsveranstaltung der Fachschule für angewandte Kunst Berlin, mit von der Partie waren die Jena Oldtimers, die Gerd Walter Combo und das Trio Arcona.

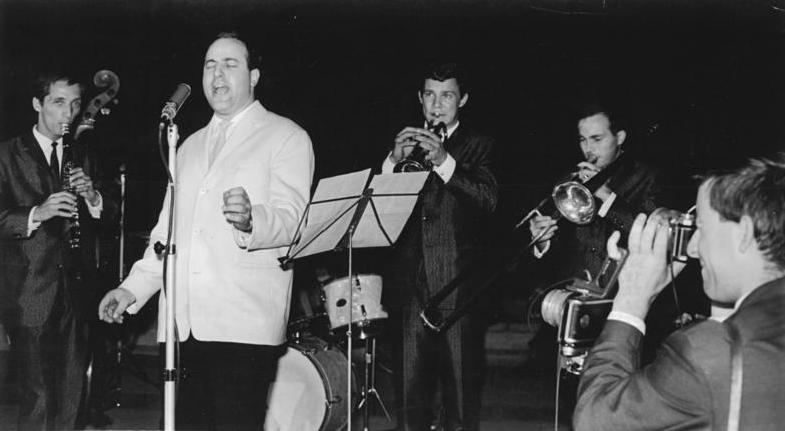
Die Jazz Optimisten eröffnen mit Manfred Krug 1964 die Sommerfilmtage in Berlin auf der Grünauer Freilichtbühne

Im Oktober 1960 hatte an der Volksbühne Berlin das Programm Negerlyrik und Negermusik mit Armin Mueller-Stahl, Harry Hindemith und Gerry Wolff Premiere. Die Jazz Optimisten übernahmen die musikalische Begleitung. Die Band blieb auch später dem Theater treu und sorgte für die musikalische Begleitung der Inszenierung Der Frieden von Benno Besson am Deutschen Theater in Berlin. Im November 1961 kam es zu dem ersten gemeinsamen Auftritt mit Ruth Hohmann. Daraus entwickelte sich eine feste Zusammenarbeit, die bis zu ihrem Auftrittsverbot 1966 währte. Auch mit dem Solisten Manfred Krug arbeitete die Band regelmäßig zusammen. 1962 veröffentlichte das DDR-Label Amiga auf dem Sampler Traditional Jazz Studio Nr.1 mit Jamboree Blues von Schätzke den ersten eigenen Titel der Jazz Optimisten. Weitere Eigenkompositionen von Walter Bartel (Fluidum, Optimisten Jubilee) folgten. Der Jamboree Blues ist auch auf einer im gleichen Jahr produzierten Single zu hören. 1962 erschienen mit Indiana/Hindustan und Summertime/Auf der Sonnenseite (gesungen von Manfred Krug) zwei weitere Singles bei Amiga.
1963 verließen Lemke und Bartel die Jazz Optimisten. Neuer Schlagzeuger wurde Reinhard Schwartz, und am Piano saß von nun an Bernd Wefelmeyer. Ab 1963 gehörte auch Hermann Anders (Tuba, Posaune) zu den Jazz Optimisten. In dieser Besetzung nahm die Band eine weitere Single auf. Im gleichen Jahr rief Werner Josh Sellhorn im Auftrag des Verlages Volk und Welt die Veranstaltung Jazz und Lyrik, ab 1965 Lyrik – Jazz – Prosa, ins Leben. Die Jazz Optimisten, mit ihrem typisch swingenden Dixie-Sound, hatten mit dieser Veranstaltung weit über einhundert Auftritte und sorgten mit ihrer Musik für eine große Publikumsresonanz. 1995 erschien bei Amiga mit dem Titel Lyrik - Jazz - Prosa eine zusammenfassende CD zu dieser Veranstaltungsreihe. In deren Rahmen führten die Jazz Optimisten mit Manfred Krug auch die von Wolf Biermann komponierte Ballade zum Gedenken des 1963 ermordeten US-amerikanischen Bürgerrechtlers William L. Moore auf.
Im Jahre 1964 verließen auch Behrsing und Schätzke die Band, gründeten die Dixieland All Stars Berlin, zu denen auch Reinhard Lakomy und Wolfgang „Zicke“ Schneider gehörten, und 1972 das Jazz-Collegium Berlin. Weitere Mitglieder der Jazz Optimisten, die in den 1970er Jahren aufgelöst worden ist, waren Siegmar Schlage (Posaune), Joachim Teschner (Saxophon, Klarinette), Reinhard Riedel (Schlagzeug), Volker Kaufmann (Piano) und Michael Fritzen (Klarinette).

## Diskografie

### Single
- 1964: Rosetta, Manfred Krug & Jazz-Optimisten (Amiga)

### Veröffentlichung auf Samplern
- 1962: Negerlyrik Negermusik (ETERNA)
- 1962: Traditional Jazz-Studio Nr. 1 (Amiga)
- 1963: Orchester Parade (Amiga)
- 1964: Jazz (Amiga)
- 1965: Jazz und Lyrik (Amiga)
- 1968: Jazz - Lyrik - Prosa (Amiga)

## Filmografie
- 1961/1988: Drei von vielen (Dokumentarfilm)
- 1962: Auf der Sonnenseite
- 1963: Nebel
- 1967: Frau Venus und ihr Teufel

## Theater
- 1962: Peter Hacks (nach Aristophanes): Der Frieden – Regie: Benno Besson (Deutsches Theater Berlin) – ausführende Musiker